# هدیه (فیلم ۲۰۱۵)
هدیه (به انگلیسی: The Gift) یک فیلم تریلر روانشناسانه آمریکایی به نویسندگی، تهیه‌کنندگی و کارگردانی جوئل اجرتون است که به عنوان اولین تجربه کارگردانی او به حساب می‌آید. در این فیلم بازیگرانی همچون جیسون بیتمن، ربکا هال و جوئل اجرتون ایفای نقش می‌کنند. فیلم هدیه توسط استودیو اس‌تی‌ایکس انترتینمنت در ۷ اوت ۲۰۱۵ منتشر شد.

## داستان
یک زوج جوان، سایمون و رابین، زندگی بسیار خوبی دارند. آن‌ها از شیکاگو به کالیفرنیا، نزدیک جایی که سایمون بزرگ شده، نقل مکان می‌کنند. این کار به‌دلیل سقط جنین رابین بخاطر استرس و زندگی در شهری بزرگ است. یک روز، آن‌ها با گوردو، هم کلاسی سابق سایمون، برخورد می‌کنند.